# Lego: Legends of Chima
Lego: Legends of Chima (рус. Лего Легенды Чимы) – серия игрушек Lego, выпущенная в январе 2013 года. Серия игрушек включает сборные фигурки главных персонажей, наборы для конструирования боевых машин и игровые наборы конструкторов для настольных игр.
Бренд «Legends of Chima» является медиафраншизой: по мотивам серии игрушек американской телекомпанией Cartoon Network был выпущен одноименный мультсериал. Компания Warner Bros. Interactive Entertainment объявила о создании видеоигр, посвященных Легендам Чимы.  С 1 января 2016 года серия полностью снята с производства.

## Сюжет
Сюжет игры разворачивается в волшебной стране Чима, существующей благодаря природной энергии Чи, которая изливается с вершины горы Кавора в виде водопада в реку Кавора. Река приносит энергию Чи к Священному Колодцу, где она преобразуется в энергетические кристаллы, которые обитатели Чимы используют для  поддержания своей жизненной силы и питания энергией транспортных средств. Страна населена племенами разумных животных: Львы, Крокодилы, Орлы, Вороны, Волки и Гориллы. Много веков звери жили в мире, однако жадность племени Крокодилов привела к войне. 
С давних пор Священный Колодец Чи охраняло племя Львов. Они поровну раздавали кристаллы всем племенам, соблюдая равновесие энергии. Племя Крокодилов во главе с воинственным правителем Краггером захотело получать больше энергии Чи, чем другие племена. Но Львы отказались выполнить их требование и объяснили Крокодилам, что в Колодце нельзя нарушать баланс энергии, так как это может привести к чудовищным катаклизмам. Краггер  не поверил доводам Львов и объявил им войну. Постепенно в конфликт вступили и другие племена. Судьба Чимы теперь зависит от исхода сражений благородных Львов и их союзников и жадных Крокодилов и других охотников за энергией Чи. 
Когда Кланы Зверей были готовы сойтись в Финальной Схватке, воды Горы Каворы были заблокированы некой Чёрной Тучей. Оказывается это были Летучие Мыши — новый клан который  жаждет захватить Чиму. Только Легендарные Звери способны победить их. Пауки, скорпионы и летучие мыши (они жили в Бездонной пропасти, и были обыкновенными животными, но из-за просыпанного Лавалом во 2 серии 1 сезона Чи мутировали в развитых монстров) украли всю Чи. Они пользуются ею во зло и не собираются делиться с остальными кланами Чимы. Восемь героев отправляются в Чужеземье, где их ждут опасности. Также, они встречают льва Лавертуса, который помогает им искать легендарных зверей. Их приключения увенчались успехом, но мир и спокойствие в Чиме были недолговечны. Поняв, что источник всех их неприятностей — Чи, предводитель племени скорпионов приказал выбросить его в глубокую ледяную яму. Но там много веков спала древняя раса, состоящая из саблезубых тигров, мамонтов и грифоподобных птиц. Чи попала в их предводителя и пробудила его. Он же, в свою очередь, пробудил остальных. Они так долго были замурованы во льдах, что тот стал подчинятся им. Они стали непобедимыми воинами — Ледяными Охотниками. Казалось, они захватят всю Чиму. Но орлица Эрис по своим снам нашла Город Фениксов на горе Кавора. У них были мощные Огненные Чи. И так началась тяжёлая война между Льдом и Огнём, завершившаяся мирным путём через повторный запуск "Великого Света", в результате которого Охотники стали нормальными.

## Экранизации
Премьера мультсериала «Legends of Chima» состоялась 16 января 2013 года на американском мультипликационном телеканале Cartoon Network. Премьеру посмотрели около 1,5 миллионов зрителей, что позволило мультсериалу занять 23 место среди 28 развлекательных шоу с самым высоким рейтингом на кабельном телевидении США за 16 января 2013 года. 
В мультсериале появились новые племена животных: Медведи, Носороги, Лисицы, Скунсы, Бобры, а также Легендарные Животные, которые не питаются энергией Чи. 
Мультсериал раскрывает в доступной для детей форме такие темы как заговор, эмоциональные манипуляции и предрассудки. В конце каждой серии дети получают уроки о том, как важно быть альтруистом, проявлять сострадание, милосердие и честность. 
Исполнительный продюсер телеканала Cartoon Network Оле Холм Кристенсен (Ole Holm Christensen) назвал мультсериал Legends of Chima очень амбициозным проектом, предназначенным для установления высокой планки качества детских программ.

## Видеоигры
Компания Warner Bros. Interactive Entertainment, занимающаяся изданием и распространением компьютерных игр, заявила о запуске четырёх видеоигр на основе бренда Lego Legends of Chima, также персонажи Lego Legends of Chima появляются в компьютерной игре Lego Dimensions. 
| Название                                  | Дата выхода | Платформы                           |
| ----------------------------------------- | ----------- | ----------------------------------- |
| Lego Legends of Chima: Laval’s Journey    | 2013        | Nintendo 3DS, Playstation Vita, iOS |
| Lego Legends of Chima: Speedorz           | 2013        | iOS, Android                        |
| Lego Legends of Chima Online              | 2013        | Windows, macOS, iOS                 |
| Lego the Legends of Chima: Tribe Fighters | 2015        | iOS                                 |

### Lego Legends of Chima: Laval’s Journey
Игра Lego Legends of Chima: Laval’s Journey (рус. ЛЕГО Легенды Чимы: Приключение Лавала) выпущена для портативной консоли PlayStation Vita летом 2013 года.  Осенью 2013 года эта игра стала доступна для консоли Nintendo 3DS. Разработчиком  этой игры является британская компания TT Games. Компания 1С-СофтКлаб заявила о намерении стать российским дистрибьютором игры Lego Legends of Chima: Laval's Journey. Главным героем игры выступает принц Львов Лавал, который должен отправиться на поиски наделённого большой силой артефакта Чи и сразиться с крокодилом Краггером и его союзниками.

### Lego Legends of Chima: Speedorz
Игра  Lego Legends of Chima: Speedorz (рус. ЛЕГО Легенды Чимы: Чимациклы) выпущена 3 января 2013 года для iOS и Android устройств, она также доступна на официальном сайте Lego. Игра разработана совместно компаниями TT Games  и 4T2.  Игрокам предстоит гонка на чимациклах по опасным маршрутам страны Чима и соперничество с Лавалом, Краггером и другими известными персонажами. 

### Lego Legends of Chima Online
Третья игра Lego Legends of Chima Online (рус. ЛЕГО Легенды Чимы: Онлайн) бесплатная. Она разработана WB Games Montreal - канадской дочерней компанией Warner Bros. Interactive Entertainment.  Релиз игры состоялся в 2013 году для Windows и macOS.  В 2014 году игра стала доступна для iOS. Игроки получают возможность построить собственное королевство в Чиме. Также они могут использовать очки, заработанные в первых двух играх (Laval's Journey и Speedorz), для повышения своих навыков в игре Legends of Chima Online.

### Lego Legends of Chima: Tribe Fighters
Последняя игра, Lego Legends of Chima: Tribe Fighters (рус. ЛЕГО Легенды Чимы: Бойцы Племëн), так же, как и предыдущая, является бесплатной. Она представляет из себя скролл-шутер, где игроку даются сражения с другими племенами и сбор шипов, с помощью которых он может улучшать навыки и покупать различных персонажей. Игра вышла в 2015 году для iOS.